# Milo Murphy's Law
Milo Murphy's Law (anteriorment titulada Mikey Murphy's Law) és una sèrie de televisió animada nord-americana dels creadors de Phineas and Ferb, Dan Povenmire i Jeff "Swampy" Marsh, que es va estrenar el 3 d'octubre de 2016 a Disney XD. La sèrie gira al voltant del personatge del títol, Milo Murphy, que és descendent d'Edward A. Murphy Jr., el nom de la Llei de Murphy, que afirma que qualsevol cosa que pugui anar malament, anirà malament. Té lloc en el mateix univers que Phineas i Ferb; diverses referències de l'espectacle apareixen en alguns episodis.